# Episodi di A casa tutti bene - La serie (prima stagione)
Gli episodi della serie televisiva A casa tutti bene - La serie sono andati in onda in prima visione TV dal 20 dicembre 2021 al 10 gennaio 2022 sul canale Sky Serie. In chiaro va in onda su TV8 dal 12 aprile al 3 maggio 2023. 
| nº | Titolo     | Prima TV Italia  |
| -- | ---------- | ---------------- |
| 1  | Episodio 1 | 20 dicembre 2021 |
| 2  | Episodio 2 | 20 dicembre 2021 |
| 3  | Episodio 3 | 27 dicembre 2021 |
| 4  | Episodio 4 | 27 dicembre 2021 |
| 5  | Episodio 5 | 3 gennaio 2022   |
| 6  | Episodio 6 | 3 gennaio 2022   |
| 7  | Episodio 7 | 10 gennaio 2022  |
| 8  | Episodio 8 | 10 gennaio 2022  |

## Episodio 1
I Ristuccia sono una famiglia composta da Pietro e Alba e dai figli Carlo, Paolo e Sara, imparentati con i Mariani: la madre Maria, sorella di Pietro, e i due figli, Sandro e Riccardo. Le loro vite hanno come punto comune il ristorante creato da Pietro e dal marito di Maria, che con gli anni è diventato un riferimento per l'alta società della Roma bene. Il loro passato però nasconde un segreto, che si scoprirà gradualmente attraverso dei flashback lungo l'arco narrativo.
Carlo è il primogenito, con un divorzio alle spalle e una figlia, Luna, nata dal primo matrimonio; il rapporto con l'ex moglie Elettra è ottimo mentre è conflittuale con la primogenita minorenne, che intrattiene una storia segreta con Manuel, lo chef del ristorante. Carlo ha una nuova compagna, Ginevra, madre della sua seconda figlia Anna.
Sara, ultima nata, ha un figlio avuto con il marito Diego, che conduce una vita segreta con l'amante collega di lavoro Regina.
Il secondogenito Paolo, a differenza dei fratelli, non ha interesse per l'attività di famiglia e si è dedicato alla scrittura di romanzi. Ha un figlio, Giovanni, e un rapporto conflittuale con l'ex compagna Olivia, che ora vive a Parigi, per l'affido del bambino.
Sandro è il primogenito dei Mariani, vive con la compagna Beatrice e soffre di Alzheimer precoce, mentre Riccardo vive alla giornata e ha un considerevole debito di 50.000 euro contratto al gioco con due fratelli malavitosi, Fabio e Adriano Abbatista. Ha una compagna, Luana, da cui aspetta un figlio.
L'intero gruppo familiare si ritrova al ristorante per festeggiare il compleanno di Pietro; durante lo svolgimento della cena Andrea Salemi, amministratore del ristorante e amico di famiglia, informa Pietro di un ingente prelievo effettuato da Carlo per l'acquisto di un villaggio turistico in Sardegna, senza che il padre fosse stato avvisato. Ne scaturisce un violento litigio in cui Pietro afferma il suo ruolo dominante di capofamiglia.
Conclusi i festeggiamenti Pietro rimane con la moglie, con la quale i rapporti sono tesi da anni, e al termine dell'ennesima discussione, si accascia al suolo privo di conoscenza.

## Episodio 2
Ricoverato d'urgenza in ospedale, Pietro  muore a seguito di un infarto. I familiari riuniti al capezzale si addolorano, mentre il figlio maggiore Carlo deposita l'assegno a copertura dell'acquisto del villaggio vacanza in Sardegna, e il minore, Paolo, va all'aeroporto a prendere il figlio Giovanni, arrivato per passare un mese con lui. Dopo il funerale tutta la famiglia prende parte a un ricevimento nella grande casa di Ansedonia. All'apertura del testamento, il notaio comunica che alla moglie Alba spettano le proprietà immobiliari a esclusione del ristorante, che viene diviso con quote paritarie del 17% ai tre figli col raggiungimento della maggioranza, e la restante parte del 49% alla sorella Maria. Carlo rimane spiazzato ed esce dalla stanza sbattendo la porta, mentre il figlio di Maria, Riccardo, festeggia a casa con la fidanzata.
- Altri interpreti: Luciano Miele (notaio).

## Episodio 3
Carlo è preoccupato per il proprio futuro e quando viene fuori che ha per le mani l’affare del villaggio in Sardegna, Sara lo attacca accusandolo di aver causato l’infarto al padre. Carlo convince il fratello Paolo a cedergli il proprio 17%, dato che non è mai stato interessato al ristorante.
Riccardo invece festeggia il successo al ristorante con i suoi amici, cosa che dà molto fastidio a Carlo che gli fa una scenata davanti a loro. Riccardo gli mette quindi i bastoni tra le ruote votando contro il progetto di Poltu Quatu insieme a Sara, mentre Paolo si esprime a favore. 
Nel frattempo la malattia di Sandro peggiora sempre di più, Riccardo viene picchiato dai suoi strozzini, Ginevra si sente trascurata da Carlo, Diego torna alla sua relazione clandestina con Regina, Paolo è distratto dalla sua nuova fiamma Isabella e non si accorge che il figlio rischia di affogare in mare.

## Episodio 4
Riccardo chiede invano al direttore della banca Salemi di prelevare 50.000 dal conto del ristorante, ma anche per quello servirebbe una votazione tra i cugini soci. Carlo chiede più tempo al suo amico Mandolesi per firmare il rogito e non far saltare l’affare in Sardegna. Sara si presenta a sorpresa nell’hotel di Sorrento dove alloggia Diego il quale riesce a far scappare appena in tempo la sua amante con la quale convive; tuttavia la moglie inizia ad avere dei sospetti quando la sera Regina si presenta per salutare Diego al ristorante dell'albergo. Riccardo, su input di Luana, ruba costosi vini e prosciutti dal ristorante e li consegna agli strozzini per saldare una parte del debito, ma questi reagiscono male e lo cacciano via tenendosi comunque la merce. Tornato al ristorante, viene ripreso da Carlo e dal cuoco e durante la lite Riccardo gli urla in faccia che questo ha una relazione segreta con sua figlia. In sala stanno cenando alcuni deputati con il Ministro dell'interno, quando Riccardo si mette a suonare al pianoforte Nuntereggae più; Carlo lo blocca e, dopo aver preso uno schiaffo dal cugino, cerca di mettergli le mani addosso fuori dal ristorante, ma la scorta del ministro riesce a dividerli.

## Episodio 5
Carlo chiede a zia Maria di cedergli la propria quota del ristorante; per liquidarla venderebbe la casa al mare, ma quando scopre la cosa, Alba rifiuta di acconsentire alla vendita. Sara affronta a muso duro Regina avvertendola di lasciar stare suo marito; dopo essersi confrontata con la madre, Sara chiama Diego ordinandogli di far ritorno a casa se non vuole che chieda il divorzio. Luna ammette di avere una relazione con Manuel da cinque mesi, così Carlo caccia lo chef dal ristorante minacciando di denunciarlo dato che sua figlia è ancora minorenne. Giovanni, turbato dalle scene di tensione a cui assiste, racconta a sua madre di aver rischiato di annegare e così Olivia decide di andare a riprenderlo. Paolo intanto finisce a letto con Isabella. Ginevra, che sta organizzando il matrimonio di Sandro e Beatrice, si scontra con Sara che continua a trattarla male. Maria dice al figlio che deve comportarsi bene e non combinare altri danni, se non vuole essere estromesso dal ristorante. Carlo accetta di aiutare economicamente Riccardo - che in cambio è pronto a sostenere l'operazione in Sardegna - saldando il suo debito, purché lui non si faccia più vedere al ristorante; fuori dal locale gli strozzini in sella a una moto sparano con un mitra contro la vetrata e per poco Luana non viene colpita dai proiettili.

## Episodio 6
Luana sta bene e quando viene dimessa dall’ospedale chiede al fidanzato di raccontare tutto alla polizia per avere protezione, ma Riccardo decide di non farlo e sua madre gli intima nuovamente di tenersi lontano dal ristorante. Paolo vuole chiedere l’affidamento condiviso del figlio riuscendo a ritrovarlo sull'Isola Tiberina dopo che il ragazzino era scappato dalla camera d'albergo con Olivia, in attesa di tornare a Parigi. Sara affronta Diego appena rientrato da Sorrento. Ginevra spinge Carlo a staccarsi dalla famiglia pressante, lo convince a ipotecare la loro casa per far fronte al progetto in Sardegna e si reca al Comune per le pubblicazioni del loro matrimonio. Carlo vuole affrontare Fabio e Adriano Abbatista, gli strozzini di Riccardo. Luna pensa di essere incinta di Manuel, ma è solo un falso allarme.
Riccardo non si è ancora rivolto alla polizia, così Luana decide di prendere lei stessa l’iniziativa e denuncia gli strozzini.

## Episodio 7
Carlo, spinto da Ginevra, ha ipotecato la propria casa per proseguire con l’affare in Sardegna. Incontra poi gli Abbatista per saldare il debito, ma questi rifiutano i suoi assegni e si prendono invece il suo suv; Carlo è una furia con Riccardo e gli fa giurare che da lì in poi per sdebitarsi non si farà più vedere al ristorante e che lo appoggerà in ogni futura votazione. Luana dice a Riccardo che ha denunciato gli Abbatista, cosa che lo fa disperare, visto che ormai le cose si erano risolte. Regina si presenta a casa di Diego il quale si spaventa a morte e le dà appuntamento in un hotel dove i due discutono per poi fare di nuovo sesso. Sandro esce di casa, si perde e inizia a girovagare per la città facendo impazzire Beatrice che non riesce a trovarlo se non quando una famiglia di un campo rom lo porta al commissariato. Data la chiusura temporanea del ristorante per le indagini, Maria e Alba decidono che Sandro e Beatrice si sposeranno nella villa al mare e quindi Ginevra deve organizzare i preparativi all’ultimo minuto, recandosi sul posto con i futuri sposi. Nel cuore della notte Ginevra sorprende Sandro mentre dissotterra un cadavere in giardino.

## Episodio 8
Carlo accorre alla villa e decide di ricoprire la fossa con lo scheletro. Alba spiega al figlio che il cadavere era stato rinvenuto quando era in corso la costruzione della villa e che si era deciso di lasciarlo lì per non interrompere i lavori. In realtà Alba e Maria stanno nascondendo un pesante segreto dal 1990, come si evince dai flashback. La cerimonia sembra andare a gonfie vele, quando Alba chiede a Ginevra di non dire a nessuno ciò che ha visto; la ragazza raccoglie una catenina (più volte vista in precedenza) che la suocera fa cadere e la consegna a Paolo. Questo riconosce il gioiello che lui stesso aveva regalato da bambino a Verena, una ragazza che lavorava per la famiglia poi scomparsa all'improvviso, e dopo aver preso da parte la madre, capisce che era stata proprio lei a ucciderla. Da un flashback emerge la verità: Alba aveva saputo dal piccolo Paolo che il padre aveva una relazione clandestina con Verena, così aveva affrontato la ragazza nella cucina del ristorante e l'aveva uccisa involontariamente spingendola contro un’anta; con l’aiuto della cognata Maria aveva poi seppellito il corpo nel giardino della villa mantenendo il segreto per tutti quegli anni e facendo credere a tutti che Verena era scappata. Alba racconta quindi la verità ai familiari e Ginevra scappa sconvolta dalla villa. Carlo e Riccardo la inseguono a tutta velocità, ma non riescono a fermarla: l'auto finisce fuori strada in uno strapiombo.